# Ordine della Repubblica (Sierra Leone)
L'Ordine della Repubblica di Sierra Leone è un'onorificenza della Sierra Leone.

## Storia
L'Ordine è stato fondato nel 1972 per premiare i servizi distinti e dedicati allo Stato. Viene assegnato annualmente dal presidente della Sierra Leone.

## Classi
L'Ordine dispone delle seguenti classi di benemerenza:
- Gran Comandante (GCRSL)
- Comandante (CRSL)
- Ufficiale (ORSL)
- Membro (MRSL)

I post-nominali non sono indicati ufficialmente negli statuti. Quelli sopra indicati sono i più diffusi.

## Insegne
L'insegna è costituita da una stella a otto punte che porta al centro un medaglione rotondo con lo stemma della Sierra Leone; il medaglione è smaltato di bianco e bordato di verde.
- Il nastro è composto da tre strisce uguali di colore verde, bianco e blu.

## Insigniti notabili
- dott. Thomas Kahota Kargbo (GCOR), 2014[2]
- Francis Minah (GCOR), 1981
- Samura Matthew Wilson Kamara (CRSL), 2014[2]
- Bernadette Lahai (CRSL), 2014[2]
- Ibrahim Rassin Bundu (CRSL), 2014[2]
- Victor Bockarie Foh (CRSL), 2014[2]
- General Sir David Julian Richards (CRSL), 2014[2]
- Harold Hanciles J.P. (CRSL), 2014[2]
- Phillipson Humaro Kamara (CRSL), 2014[2]
- Ajibola Emmanuel Manly-Spain (CRSL), 2014[2]
- Salman dell'Arabia Saudita (CRSL), 2017[2]